# Clathraria rubrinodis
Clathraria rubrinodis is een zachte koraalsoort uit de familie Melithaeidae. De koraalsoort komt uit het geslacht Clathraria. Clathraria rubrinodis werd in 1859 voor het eerst wetenschappelijk beschreven door Gray. 